# Cisaris niger
Cisaris niger är en stekelart som beskrevs av Kusigemati 1985. Cisaris niger ingår i släktet Cisaris och familjen brokparasitsteklar. Inga underarter finns listade i Catalogue of Life.